# Быково (Грязовецкий район)
Быково — деревня в Грязовецком районе Вологодской области на реке Комья.
Входит в состав Комьянского муниципального образования, с точки зрения административно-территориального деления — в Комьянский сельсовет.
Расстояние по автодороге до районного центра Грязовца — 30,8 км, до центра муниципального образования Хорошево — 8,7 км. Ближайшие населённые пункты — Пальцево, Семернино, Передково.
По данным переписи в 2002 году постоянного населения не было.